# Mylo Xyloto Tour
El Mylo Xyloto Tour va ser la cinquena gira de concerts realitzada pel grup de rock britànic Coldplay. Va ser anunciat en suport del seu cinquè àlbum, Mylo Xyloto (2011), i va començar el 3 de desembre de 2011 al SEC Center d'Escòcia, després d'una sèrie d'actuacions promocionals i festivals, com Austin City Limits, Glastonbury, Lollapalooza i Rock in Rio .
Abans de la gira, el grup es va embarcar en una sèrie d'actuacions promocionals i festivals, incloent Austin City Limits, Glastonbury, Lollapalooza, i Rock in Rio. Coldplay també va fer concerts a Ciutat del Cap i Johannesburg. Es van convertir en els primers músics a fer ús de polseres LED als espectacles, popularitzant-les a la indústria de la música en directe. Segons Pollstar, la gira va recaptar més de 181,3 milions de dòlars dels 2,1 milions d'entrades venudes en les seves 75 dates informades.

## Antecedents

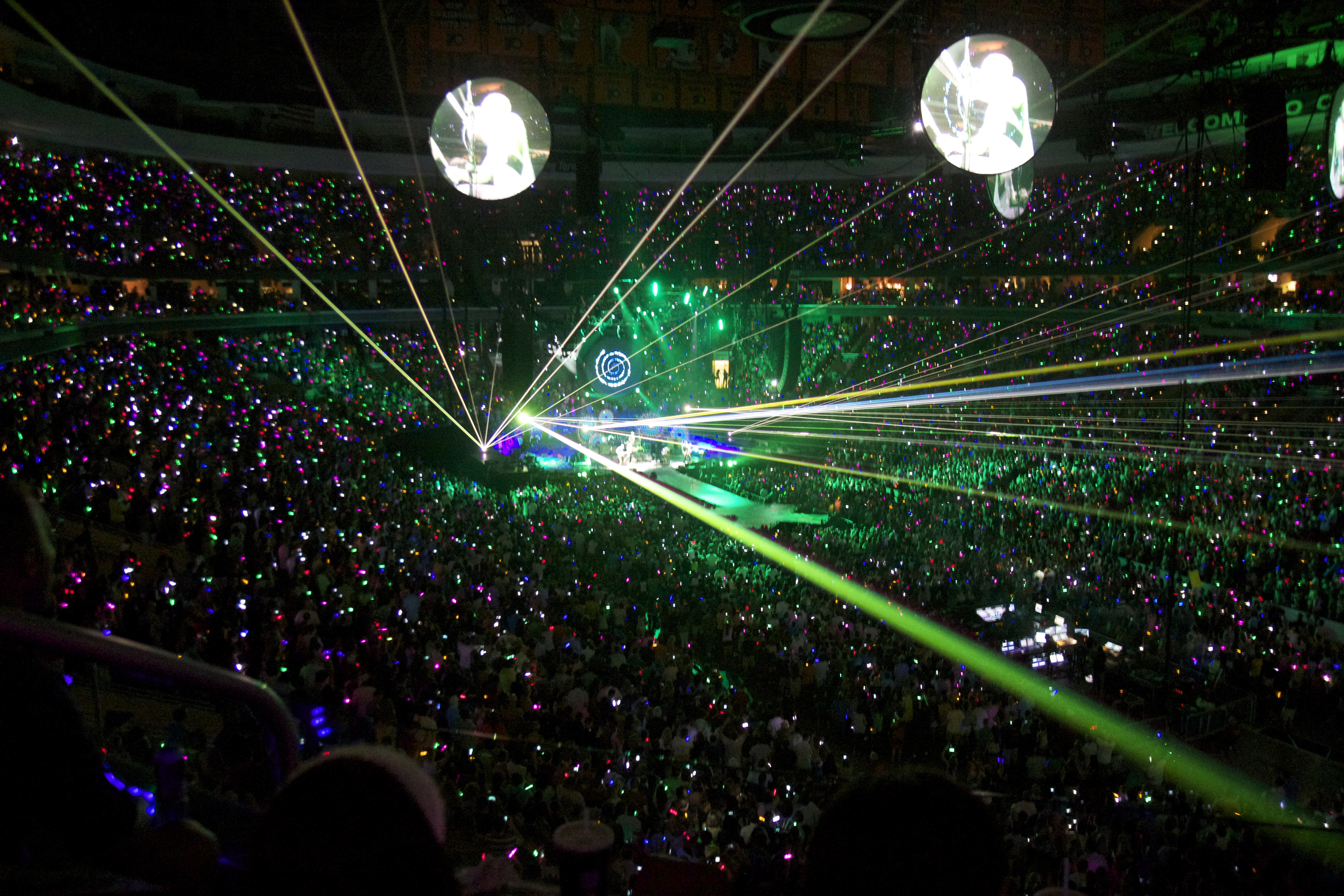
Les imatges es van centrar en les Xylobands i les pantalles d'il·luminació làser.

Després de dedicar l'estiu de 2011 a una gira promocional per Europa, Amèrica i Àfrica, la banda va anunciar la gira a través del seu compte de Twitter el setembre de 2011. Les dates inicials van revelar espectacles al Regne Unit, França, Alemanya i Bèlgica. Es van afegir un conjunt d'espectacles d'assaig per a l'octubre i el novembre, on la banda participava en festivals de ràdio i concerts exclusius per a fans. A causa de la demanda, la banda va afegir espectacles addicionals al Regne Unit. Una d'aquestes dates és un concert a Dingwalls a Londres. Aquí, la banda va fer diversos espectacles per ajudar a finançar el seu àlbum debut. Més tard al novembre, es van afegir més dates al Regne Unit, aquesta vegada, jugant als estadis el juny de 2012. Els espectacles de Coventry, Manchester, Sunderland i Londres es van esgotar en menys de dues hores. La gira va començar amb un concert en directe a Madrid. Cada membre de la banda va rebre 10,2 milions de lliures després d'impostos dels 118,4 milions realitzats.

## Emissions i enregistraments
Abans de la gira, la banda va oferir un concert promocional a Madrid que es va retransmetre en directe a YouTube (com a part de la sèrie Unstaged). La banda va interpretar cançons de Mylo Xyloto juntament amb els seus èxits anteriors. El concert es va emetre el 26 d'octubre de 2011. L'espectacle no només es va reproduir a YouTube, sinó que també es va veure a Times Square de la ciutat de Nova York. Els usuaris d'Internet van poder veure contingut exclusiu, inclosa una entrevista prèvia a l'espectacle i imatges de la prova de so de la banda, i també van poder seleccionar la vista de la seva càmera, des de davant de l'escenari fins a aeri. L'espectacle va ser dirigit per Anton Corbijn i presentat per American Express. Es va informar que l'emissió en directe va ser vista per prop de 20 milions de persones. Una repetició del programa a Vevo va ser vista per gairebé 8 milions.
El concert de l'1 de juny a l'Emirates Stadium de Londres es va retransmetre a Absolute Radio. Titulat Coldplay: Live at the Emirates, l'espectacle complet es va emetre en directe i sense interrupcions. Abans de l'emissió del concert, DJ Geoff Lloyd va organitzar un Especial de Coldplay Hometime. El programa va incloure entrevistes amb la banda, juntament amb els èxits de la banda. El 2012 es va estrenar un àlbum en directe i una pel·lícula de concerts, titulats Live 2012.

## Rebuda
Segons Pollstar, Coldplay va recaptar 181,3 milions de dòlars dels 2,1 milions d'entrades venudes en 75 dates informades. Amb les actuacions celebrades el 2012 es van guanyar més de 170 milions de dòlars, la qual cosa va fer que la banda ocupés el quart lloc de la llista de gires més exitoses de l'any de la revista.

## Dates de la gira

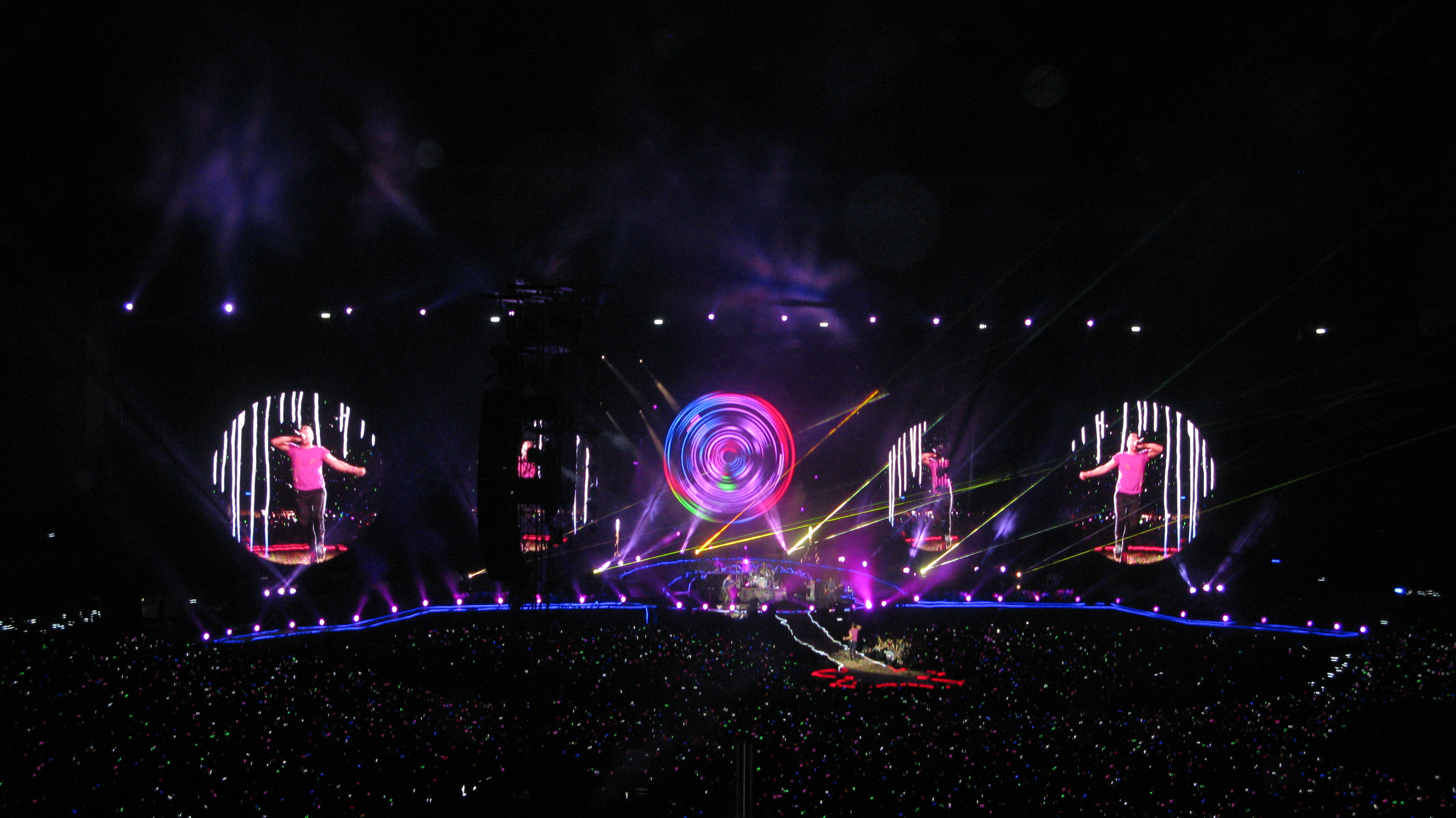
El Mylo Xyloto Tour a l'Estadi Vicente Calderón, a Madrid, al 20 de maig de 2012.

| Data                   | Ciutat             | País                   | Lloc                             |
| ---------------------- | ------------------ | ---------------------- | -------------------------------- |
| Europa                 |                    |                        |                                  |
| 26 d'octubre de 2011   | Madrid             | Espanya                | Pl. de Las Ventas                |
| 27 d'octubre de 2011   | Norwich            | Anglaterra             | UEA Large Common Room            |
| 31 d'octubre de 2011   | París              | França                 | La Cigale                        |
| 2 de novembre de 2011  | Colònia            | Alemanya               | E-Werk                           |
| 21 de novembre de 2011 | Roma               | Itàlia                 | Cinecittà                        |
| 23 de novembre de 2011 | Oslo               | Noruega                | Sentrum Scene                    |
| 3 de desembre de 2011  | Glasgow            | Escòcia                | SEC Centre                       |
| 4 de desembre de 2011  | Manchester         | Anglaterra             | Manchester Arena                 |
| 6 de desembre de 2011  | Londres            | Anglaterra             | Dingwalls                        |
| 9 de desembre de 2011  | Londres            | Anglaterra             | The O2 Arena                     |
| 10 de desembre de 2011 | Londres            | Anglaterra             | The O2 Arena                     |
| 14 de desembre de 2011 | París              | França                 | Palais Omnisports de Paris-Bercy |
| 15 de desembre de 2011 | Colònia            | Alemanya               | Lanxess Arena                    |
| 17 de desembre de 2011 | Rotterdam          | Països Baixos          | Ahoy Rotterdam                   |
| 18 de desembre de 2011 | Anvers             | Bèlgica                | Sportpaleis                      |
| 20 de desembre de 2011 | Frankfurt del Main | Alemanya               | Festhalle Frankfurt              |
| 21 de desembre de 2011 | Berlín             | Alemanya               | O2 World                         |
| Àsia                   |                    |                        |                                  |
| 31 de desembre de 2011 | Abu Dhabi          | Emirats Àrabs Units    | VOR Destination Village          |
| Amèrica del Nord       |                    |                        |                                  |
| 17 d'abril de 2012     | Edmonton           | Canadà                 | Rexall Place                     |
| 18 d'abril de 2012     | Calgary            | Canadà                 | Scotiabank Saddledome            |
| 20 d'abril de 2012     | Vancouver          | Canadà                 | Rogers Arena                     |
| 21 d'abril de 2012     | Vancouver          | Canadà                 | Rogers Arena                     |
| 24 d'abril de 2012     | Portland           | Estats Units d'Amèrica | Rose Garden Arena                |
| 25 d'abril de 2012     | Seattle            | Estats Units d'Amèrica | KeyArena                         |
| 27 d'abril de 2012     | San José           | Estats Units d'Amèrica | HP Pavilion                      |
| 28 d'abril de 2012     | San José           | Estats Units d'Amèrica | HP Pavilion                      |
| 1 de maig de 2012      | Los Angeles        | Estats Units d'Amèrica | Hollywood Bowl                   |
| 2 de maig de 2012      | Los Angeles        | Estats Units d'Amèrica | Hollywood Bowl                   |
| 4 de maig de 2012      | Los Angeles        | Estats Units d'Amèrica | Hollywood Bowl                   |
| Europa                 |                    |                        |                                  |
| 18 de maig de 2012     | Porto              | Portugal               | Estádio do Dragão                |
| 20 de maig de 2012     | Madrid             | Espanya                | Estadio Vicente Calderón         |
| 22 de maig de 2012     | Niça               | França                 | Stade Charles-Ehrmann            |
| 24 de maig de 2012     | Torí               | Itàlia                 | Estadi Olímpic de Turín          |
| 26 de maig de 2012     | Zúric              | Suïssa                 | Letzigrund                       |
| 29 de maig de 2012     | Coventry           | Anglaterra             | Ricoh Arena                      |
| 1 de juny de 2012      | Londres            | Anglaterra             | Emirates Stadium                 |
| 2 de juny de 2012      | Londres            | Anglaterra             | Emirates Stadium                 |
| 4 de juny de 2012      | Londres            | Anglaterra             | Emirates Stadium                 |
| 7 de juny de 2012      | Sunderland         | Anglaterra             | Stadium of Light                 |
| 9 de juny de 2012      | Londres            | Anglaterra             | Estadio de Wembley               |
| 9 de juny de 2012      | Manchester         | Anglaterra             | Estadio Ciudad de Mánchester     |
| 10 de juny de 2012     | Manchester         | Anglaterra             | Estadio Ciudad de Mánchester     |
| Amèrica del Nord       |                    |                        |                                  |
| 22 de juny de 2012     | Dallas             | Estats Units d'Amèrica | American Airlines Center         |
| 23 de juny de 2012     | Dallas             | Estats Units d'Amèrica | American Airlines Center         |
| 25 de juny de 2012     | Houston            | Estats Units d'Amèrica | Toyota Center                    |
| 26 de juny de 2012     | Houston            | Estats Units d'Amèrica | Toyota Center                    |
| 28 de juny de 2012     | Tampa              | Estats Units d'Amèrica | Tampa Bay Times Forum            |
| 29 de juny de 2012     | Miami              | Estats Units d'Amèrica | AmericanAirlines Arena           |
| 2 de juliol de 2012    | Atlanta            | Estats Units d'Amèrica | Philips Arena                    |
| 3 de juliol de 2012    | Charlotte          | Estats Units d'Amèrica | Time Warner Cable Arena          |
| 5 de juliol de 2012    | Filadèlfia         | Estats Units d'Amèrica | Wells Fargo Center               |
| 6 de juliol de 2012    | Filadèlfia         | Estats Units d'Amèrica | Wells Fargo Center               |
| 8 de juliol de 2012    | Washington DC      | Estats Units d'Amèrica | Verizon Center                   |
| 9 de juliol de 2012    | Washington DC      | Estats Units d'Amèrica | Verizon Center                   |
| 23 de juliol de 2012   | Toronto            | Canadà                 | Air Canada Centre                |
| 24 de juliol de 2012   | Toronto            | Canadà                 | Air Canada Centre                |
| 26 de juliol de 2012   | Montreal           | Canadà                 | Centre Bell                      |
| 27 de juliol de 2012   | Montreal           | Canadà                 | Centre Bell                      |
| 29 de juliol de 2012   | Boston             | Estats Units d'Amèrica | TD Garden                        |
| 30 de juliol de 2012   | Boston             | Estats Units d'Amèrica | TD Garden                        |
| 1 d'agost de 2012      | Auburn Hills       | Estats Units d'Amèrica | The Palace of Auburn Hills       |
| 3 d'agost de 2012      | East Rutherford    | Estats Units d'Amèrica | Izod Center                      |
| 4 d'agost de 2012      | East Rutherford    | Estats Units d'Amèrica | Izod Center                      |
| 7 d'agost de 2012      | Chicago            | Estats Units d'Amèrica | United Center                    |
| 8 d'agost de 2012      | Chicago            | Estats Units d'Amèrica | United Center                    |
| 10 d'agost de 2012     | Saint Paul         | Estats Units d'Amèrica | Xcel Energy Center               |
| 11 d'agost de 2012     | Saint Paul         | Estats Units d'Amèrica | Xcel Energy Center               |
| Europa                 |                    |                        |                                  |
| 28 d'agost de 2012     | Copenhaguen        | Dinamarca              | Parken Stadion                   |
| 30 d'agost de 2012     | Estocolm           | Suècia                 | Estadi Olimpic de Estocolmo      |
| 2 de setembre de 2012  | París              | França                 | Stade de France                  |
| 4 de setembre de 2012  | Colònia            | Alemanya               | RheinEnergieStadion              |
| 6 de setembre de 2012  | La Haia            | Països Baixos          | Malieveld                        |
| 12 de setembre de 2012 | Múnic              | Alemanya               | Estadi Olímpic de Múnic          |
| 14 de setembre de 2012 | Leipzig            | Alemanya               | Red Bull Arena                   |
| 16 de setembre de 2012 | Praga              | República Txeca        | Synot Tip Arena                  |
| 19 de setembre de 2012 | Varsòvia           | Polònia                | Estadi Nacional de Polònia       |
| 22 de setembre de 2012 | Hannover           | Alemanya               | AWD-Arena                        |
| Oceania                |                    |                        |                                  |
| 10 de novembre de 2012 | Auckland           | Nova Zelanda           | Mount Smart Stadium              |
| 13 de novembre de 2012 | Melbourne          | Austràlia              | Docklands Stadium                |
| 17 de novembre de 2012 | Sydney             | Austràlia              | Sydney Football Stadium          |
| 18 de novembre de 2012 | Sydney             | Austràlia              | Sydney Football Stadium          |
| 21 de novembre de 2012 | Brisbane           | Austràlia              | Suncorp Stadium                  |
| Amèrica del Nord       |                    |                        |                                  |
| 29 de desembre de 2012 | Uncasville         | Estats Units d'Amèrica | Mohegan Sun Arena                |
| 30 de desembre de 2012 | Brooklyn           | Estats Units d'Amèrica | Barclays Center                  |
| 31 de desembre de 2012 | Brooklyn           | Estats Units d'Amèrica | Barclays Center                  |